# Metastelmatinae
Metastelmatinae là danh pháp khoa học của một phân tông thực vật có hoa trong tông Asclepiadeae thuộc phân họ Asclepiadoideae của họ Apocynaceae.

## Phân loại
Phân tông này gồm 13 chi như sau:
- Ampelamus[3]
- Barjonia
- Blepharodon
- Ditassa
- Hemipogon
- Hypolobus
- Metastelma
- Minaria
- Morilloa[4]
- Nautonia
- Nephradenia
- Peplonia
- Petalostelma

### Chuyển đi
- Rhyssostelma: Gộp trong Oxypetalum thuộc phân tông Oxypetalinae.[5]